# Nipponnemertes danae
Nipponnemertes danae är en djurart som tillhör fylumet slemmaskar, och som först beskrevs av Friedrich 1957.  Nipponnemertes danae ingår i släktet Nipponnemertes och familjen Cratenemertidae. Inga underarter finns listade i Catalogue of Life.